# Palazzo Comunale (Monterotondo Marittimo)
Il Palazzo Comunale è un edificio storico situato nel centro medievale di Monterotondo Marittimo, nella provincia di Grosseto.

## Descrizione
L'edificio sembra risalire al 1613. Il palazzo è caratterizzato dalla presenza della torre dell'orologio che divide la facciata dell'edificio in due sezioni, una antica che ancora oggi conserva i lineamenti secenteschi e un'altra completamente ristrutturata e modificata durante il periodo fascista.